# 霍哈爾姆克羅伊茨山

47°25′27″N 11°25′43″E / 47.42409°N 11.42867°E
霍哈爾姆克羅伊茨山（德語：Hochalmkreuz），是奧地利的山峰，位於該國西部，由蒂羅爾州負責管轄，屬於卡爾文德爾山脈的一部分，海拔高度2,192米，每年平均降雨量1,666毫米。